# 扎多羅日涅 (哈爾科夫州)
49°25′1″N 36°9′6″E / 49.41694°N 36.15167°E
扎多羅日涅（烏克蘭語：Задорожнє）是位於烏克蘭東部的村莊，由哈爾科夫州洛佐瓦區的比利亞伊夫卡市鎮負責管轄。該村始建於1928年，面積0.24平方公里，海拔高度192米，2001年人口87，人口密度每平方公里362.5人。